# Eduardo Azevedo Soares
Eduardo Eugénio Castro de Azevedo Soares (ur. 23 stycznia 1941 w Porto, zm. 29 grudnia 2010 w Lizbonie) – portugalski wojskowy i polityk, deputowany, minister, sekretarz generalny Partii Socjaldemokratycznej.

## Życiorys
Był zawodowym wojskowym, służył jako oficer w marynarce wojennej. 
Później zaangażował się w działalność polityczną w ramach Partii Socjaldemokratycznej. W latach 1982–1983 był podsekretarzem stanu przy prezydium rządu. W latach 1985–1987 był sekretarzem stanu w resorcie spraw zagranicznych. Od 1991 do 1995 sprawował urząd ministra do spraw morskich w trzecim rządzie Aníbala Cavaco Silvy. W 1995 i 1999 wybierany na posła do Zgromadzenia Republiki VII i VIII kadencji. W latach 1995–1996 był sekretarzem generalnym PSD, pełnił też funkcję wiceprezesa partii. Wchodził też w skład miejskiej egzekutywy w Cascais.